# ケルン音楽舞踊大学の人物一覧
ケルン音楽舞踊大学の人物一覧は、ケルン音楽舞踊大学に関係する人物の一覧記事。

## 著名な教職員

### 器楽奏者
- ロバート・ウィン
- エドゥアルト・エルトマン
- イゴール・オジム
- サシュコ・ガヴリーロフ
- ディーター・クライトラー
- マリア・クリーゲル
- スザンネ・グリュッツマン
- ジークフリート・パルム
- エマーヌエル・フォイアーマン
- ザハール・ブロン
- ミシェル・ベッケ
- ヴォルフガング・マルシュナー

### 作曲家
- ハルトムート・クルーク
- カールハインツ・シュトックハウゼン
- ユルク・バウアー
- ヴォルデマール・バルギール
- クラレンス・バーロウ
- フェルディナント・ヒラー
- ヴァルター・ブラウンフェルス
- ルッツ＝ヴェルナー・ヘッセ
- ハンス・ヴェルナー・ヘンツェ
- クシシュトフ・メイエル
- ギュンター・ラファエル
- エルンスト・ルドルフ

### その他
- ヘルマン・アーベントロート
- エトヴェシュ・ペーテル
- フリッツ・シュタインバッハ

## 卒業生

### 器楽演奏家
- 植村理葉
- ルドルフ・エヴァーハルト
- 岡崎慶輔
- 川久保賜紀
- 木嶋真優
- 九頭見香里奈
- ダニエル・コルゼンパ
- 左近径介
- マックス・シュトループ
- 庄司紗矢香
- 杉谷昭子
- 谷辺昌央
- つのだたかし
- 富田珠里
- 波木井賢
- アウグスト・ヴェンツィンガー
- ジークフリート・ボリース
- 宮崎賀乃子
- 吉田文
- ベンヤミン・ヌス

### 声楽家
- 武藤直美
- クルト・モル

### 作曲家
- エーベルハルト・ヴェルディン
- ヴェルナー・ヴォルフ・グラーザー
- カールハインツ・シュトックハウゼン
- ベルント・アロイス・ツィンマーマン
- ユルク・バウアー
- クラレンス・バーロウ
- ルッツ＝ヴェルナー・ヘッセ
- ジャン＝イヴ・ボッスール

### ポピュラー音楽・芸能・文化・スポーツ・その他
- 梅津時比古
- ジーン・チョウ

### その他
- ピエタリ・インキネン
- ギュンター・ヴァント
- ハンス・クナッパーツブッシュ
- ベルンハルト・クレー
- ホルスト・シュタイン
- ミヒャエル・タウベ
- フランツ＝パウル・デッカー
- 三宅洋一郎
- フランツ・モア
- ディルク・ブロッセ
- アルトゥール・グリューバー